# ويليام ويليس
ويليام ويليس (بالإنجليزية: William Willis)‏ هو محامي وسياسي أمريكي، ولد في 1794 في هافر هيل في الولايات المتحدة، وتوفي في 17 فبراير 1870 في بورتلاند في الولايات المتحدة. حزبياً، نشط في الحزب الجمهوري. وقد انتخب عضو مجلس ولاية مين.